# I Capricorn
Pour les articles homonymes, voir Capricorn.
Albums de Shirley Bassey
Something Else
(1971) And I Love You So
(1972)
Singles
I Capricorn est le seizième album studio de Shirley Bassey, sorti en 1972. Il est classé no 13 au UK Albums Chart. L'album contient la chanson For All We Know, composée par Fred Karlin, qui avait reçu l'Oscar de la meilleure chanson originale en 1971. Le single de Shirley Bassey était sorti dès juillet 1971, était entré au UK Singles Chart en août pour en sortir et y rentrer à nouveau, où il atteint finalement le no 6, y battant la version des Carpenters. For All We Know reste 23 semaines au hit-parade britannique et l'album prend le relais. 
Curieusement, le single Diamonds Are Forever, la chanson du film Les diamants sont éternels, sorti en novembre 1971, n'est pas intégré à l'album, bien que se classant no 14 au Hot Adult Contemporary Tracks. 
I Capricorn sort en 33 tours (dont une édition limitée avec un tirage sur papier photo) et cassette audio stéréo, puis est réédité par EMI en disque compact en 2000 avec une nouvelle pochette.

## Liste des chansons

### Face A
1. I Capricorn (Larry Grossman, Hal Hackaday)
2. The Look of Love (Burt Bacharach, Hal David)
3. The Way a Woman Loves (Johnny Harris, John Bromley)
4. Love (John Lennon)
5. Where am I Going ? (Cy Coleman, Dorothy Fields)
6. I've Never Been a Woman Before (Ron Miller, Tom Baird)

### Face B
1. For All We Know (Fred Karlin, Robb Royer, Jimmy Griffin)
2. The Greatest Performance of My Life (Sandro de América, Oscar Petri Anderle, Robert I. Allen)
3. Where is Love ? (Lionel Bart)
4. Losing My Mind (Stephen Sondheim)
5. One Less Bell to Answer (Burt Bacharach, Hal David)
6. Lost and Lonely (Adriano Della Guistina, Vittorino Pecchia, Jon Hendricks)

## Personnel
- Shirley Bassey – chant
- Noel Rogers - producteur exécutif
- Johnny Harris – producteur, arrangements, orchestration
- John Bromley – assistant producteur, assistant arrangeur, assistant orchestration
- Martin Rushent – ingénieur du son
- Heads, Hands & Feet :
  - Ray Smith - guitare
  - Albert Lee - guitare
  - Pete Gavin - tambour
  - Chas Hodges - guitare basse, violon